# Агибет
Агибет (каз. Ағыбет) — село в Байдибекском районе Туркестанской области Казахстана. Административный центр Агибетского сельского округа. Расположено примерно в 25 км к северо-востоку от районного центра, села Шаян. Код КАТО — 513633100.

## Население
В 1999 году население села составляло 1061 человек (532 мужчины и 529 женщин). По данным переписи 2009 года, в селе проживали 1244 человека (620 мужчин и 624 женщины).